# Pont-jetée La Salle

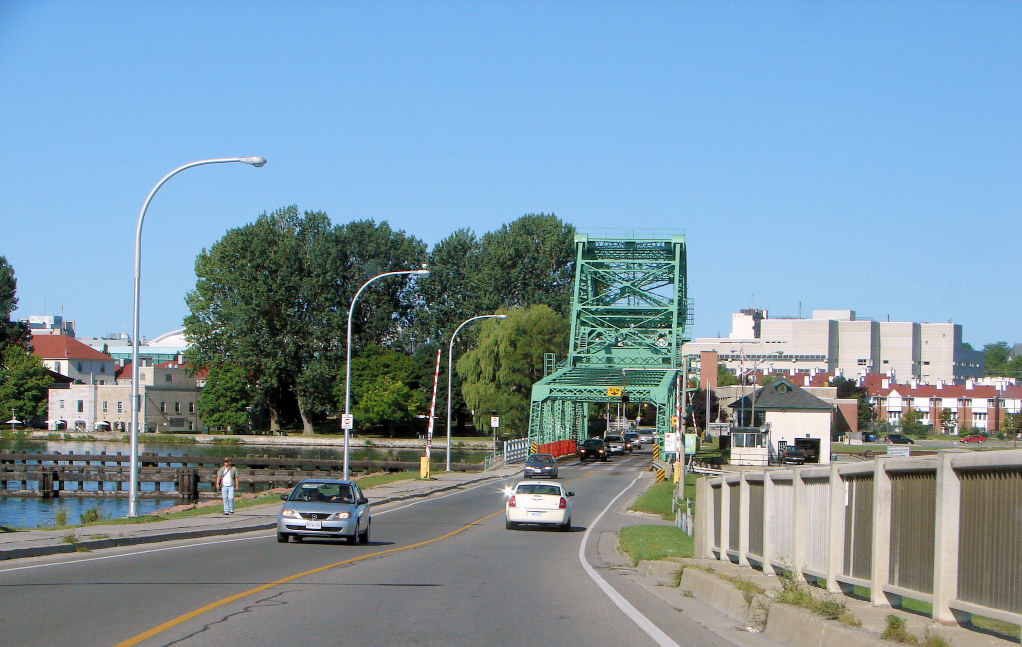
La chaussée et le pont, vus en direction de l'ouest

Le pont-jetée La Salle est une chaussée en terre-plein qui permet la traversée de la Rivière Cataraqui (l'entrée sud du Canal Rideau) par la Route 2 à Kingston, Ontario. La chaussée sépare les ports intérieurs et extérieurs de Kingston. La construction de la chaussée a été achevée le 15 avril 1917.
Trois ponts sont intégrés dans la chaussée, le centre étant un pont à bascule tourillon Strauss  conçu par Joseph Strauss, concepteur du Golden Gate Bridge à San Francisco.
Le pont-jetée La Salle fut nommé d'après René-Robert Cavelier, Sieur de La Salle , qui a présidé à la construction du Fort Frontenac en 1673, qui est maintenant, à l'extrémité ouest de la chaussée.

## Histoire

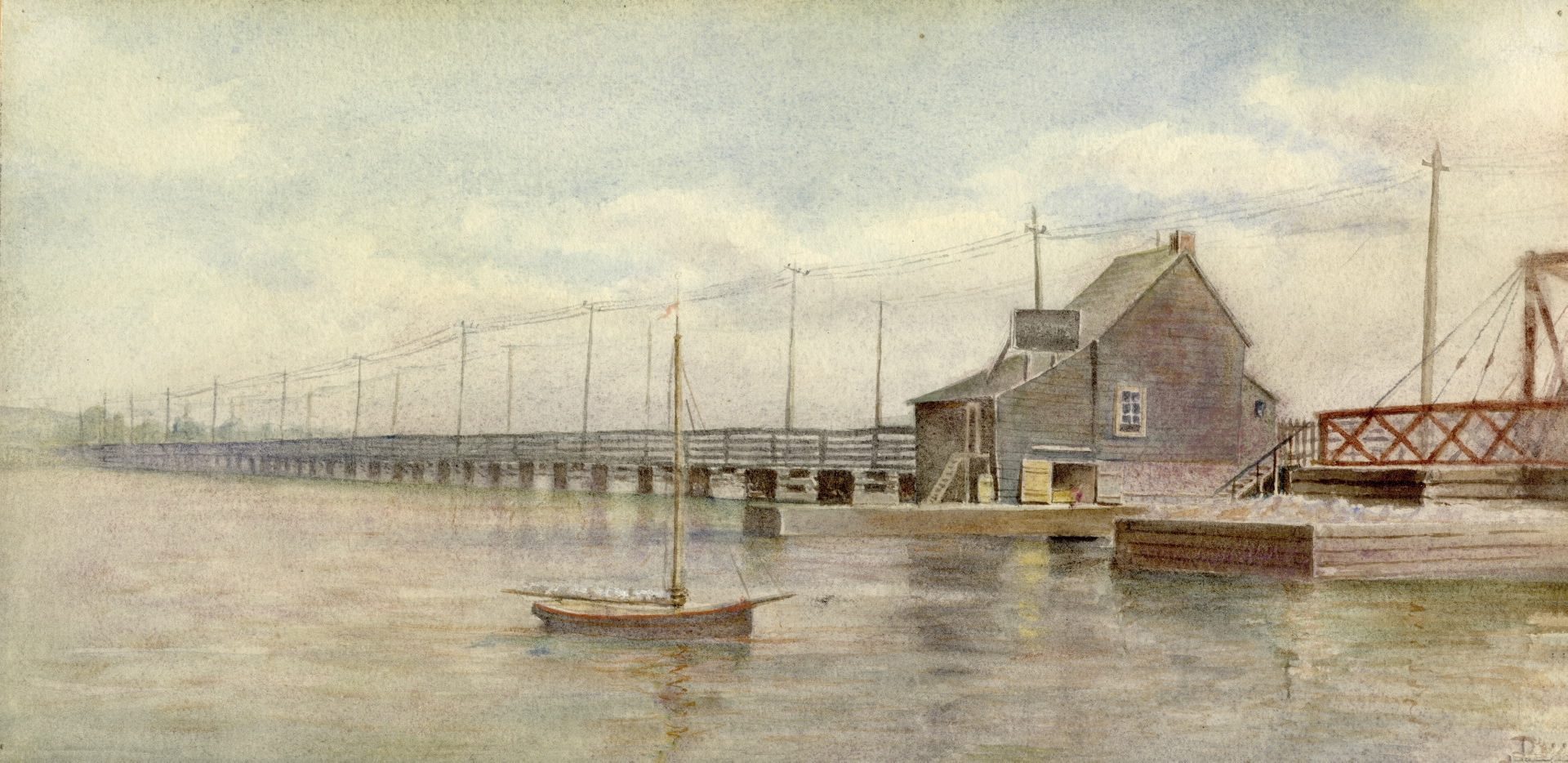
Pont Cataraqui et péage, vers 1900. Aquarelle par Ella Isabel Fraser (1856-1943)

La première tentative de transport à travers le fleuve était un ferry chaland à treuil à câble qui a commença à fonctionner en 1786. Deux chaloupes étaient souvent également disponibles à l'utilisation.
En 1826, la Société du Pont Cataraqui fut créée pour construire un pont de bois de « 1800 pieds de long sur 25 pieds de large et construit sur des piliers de pierre », soit environ 600m par 8m30. Le pont Cataraqui fut ouvert en 1829. Les droits de péage étaient recueillis à partir d'un poste de péage à l'extrémité ouest du pont, et comme les piétons devaient payer un sou, le pont prit le sobriquet populaire du « Penny Bridge ». Un pont-levis permettait le passage des bateaux plus hauts. Le pont fut finalement remplacé par pont tournant plus simple d'utilisation.
En 1917, le Penny Bridge fut remplacé par la chaussée, qui comprenait trois ponts : deux ponts à chaque extrémité de la digue, et le pont basculant central. De ceux-ci, seul le  pont basculant central originel subsiste ; les ponts en acier, à l'est et l'ouest de la chaussée ont été remplacés par des ponts en béton en 1962 et 1993, respectivement.